# Ilhéus
Ilhéus est une ville brésilienne du littoral sud de l'État de Bahia. Sa population était de 184 236 habitants au recensement de 2010 et de 180 213 habitants en 2015 selon l'estimation de l'Institut Brésilien de Géographie et Statistique. La commune s'étend sur 1 584,693 km2.
Son économie est fondée sur l'agriculture, le tourisme et l'industrie. Elle fut autrefois le premier producteur de cacao du monde mais depuis la maladie connue sous le nom de Vassoura de Bruxa ("maladie du balai de sorcière") qui infesta les plantations, la production a beaucoup diminué.
Ilhéus fut fondée en 1534. Elle est mondialement connue pour avoir servi de cadre à des romans de Jorge Amado comme Gabriela, girofle et cannelle.
C'est une ville réputée pour ses embouteillages.

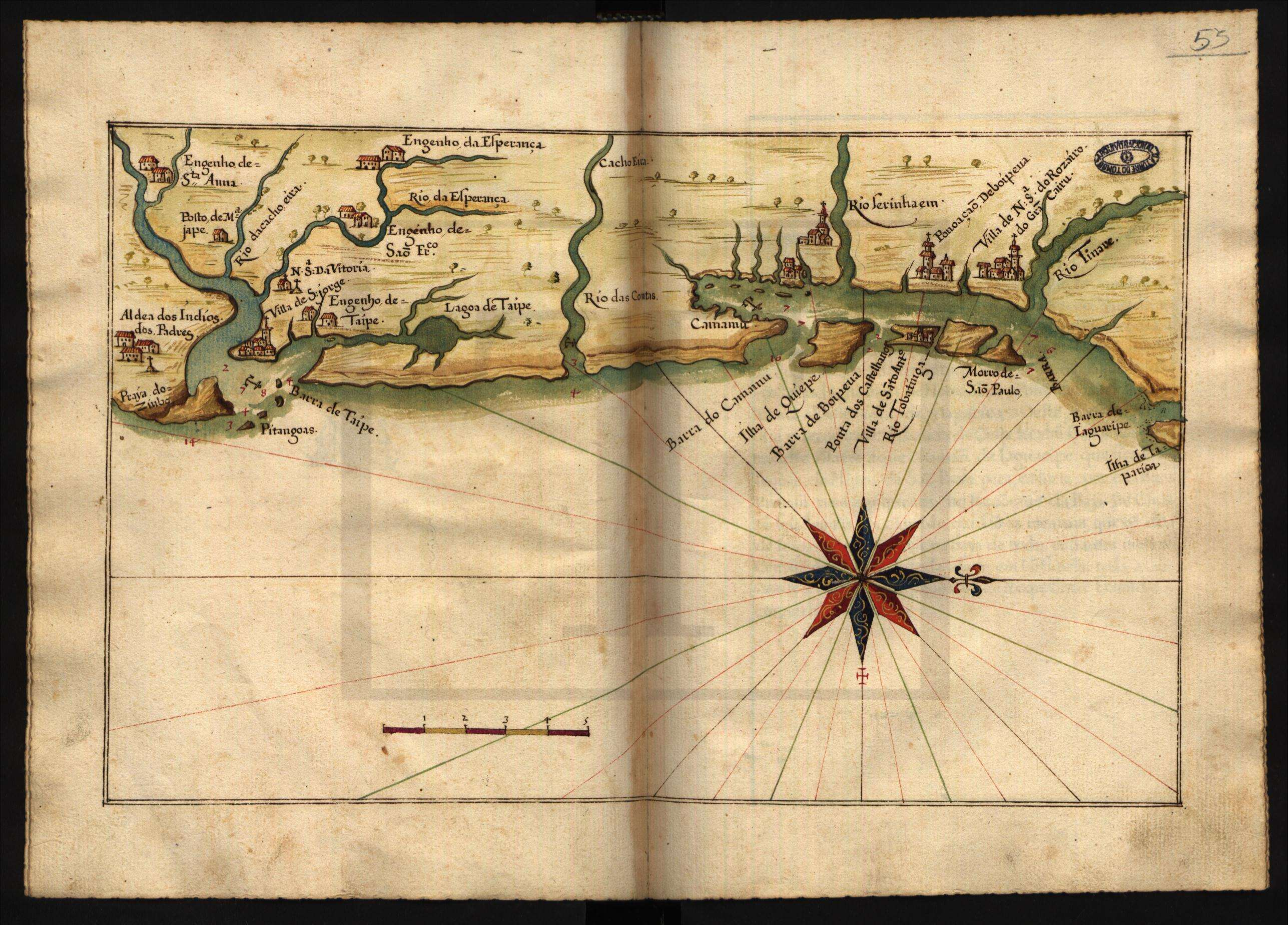
Plan de la Capitainerie d'Ilhéus 1640

## Maires
| Période | Période | Identité    | Étiquette | Qualité |
| ------- | ------- | ----------- | --------- | ------- |
| 2009    | 2012    | Newton Lima | PSB       |         |

## Citoyens célèbres
- Le footballeur Aldair Santos do Nascimento.
- L'écrivain Jorge Amado de Faria.
- L'athlète Luciana dos Santos.
- La leader autochtone Glicéria Tupinambá.